# Isaccea
Isaccea (écrit Isatcha au XIXe siècle) est une ville en Roumanie, dans le județ de Tulcea, en région historique de Dobroudja.
La municipalité est composée des trois localités suivantes :
- Isaccea, centre administratif
- Revărsarea
- Tichilești

## Localisation
La ville est située dans la partie de nord-ouest du judeţ de Tulcea, à proximité de la Monts Măcin, sur la rive droite du Danube, dans la région historique de Dobroudja.

## Historique
Dans l'antiquité, un castrum romain du nom de Noviodunum s'élevait à proximité. Au Moyen Âge, l'emplacement d'Iscaccea apparaît sous les noms byzantin de Satsas puis ottoman d’ĺshakçi, et les historiens pensent que la ville pourrait aussi être la Vicina des chroniques valaques, d'où est issu Hyacinthe, le premier métropolite de Valachie, mais d'autres villes lui disputent ce titre. Le 23 octobre 1853 eut lieu ici le combat d'Isaccea  entre les Ottomans et les Russes durant la guerre de Crimée.

## Démographie
Lors du recensement de 2011, 90,98 % de la population se déclarent roumains, 3,85 % comme roms et 1,81 % comme turcs (3,18 % ne déclarent pas d'appartenance ethnique et 0,15 % déclarent appartenir à une autre ethnie).

## Monuments et lieux touristiques
- Église orthodoxe Saint-Georges d'Isaccea (construite au XIXe siècle), monument historique[3].
- Delta du Danube (aire protégée inscrite par un comité de l'UNESCO sur la liste du patrimoine mondial).
- Parc national montagne Măcin (superficie: 11 321 ha)[4].
- Site archéologique du castrum de Noviodunum à Isaccea (province de Mésie)[5].

Le monastère de Cocos
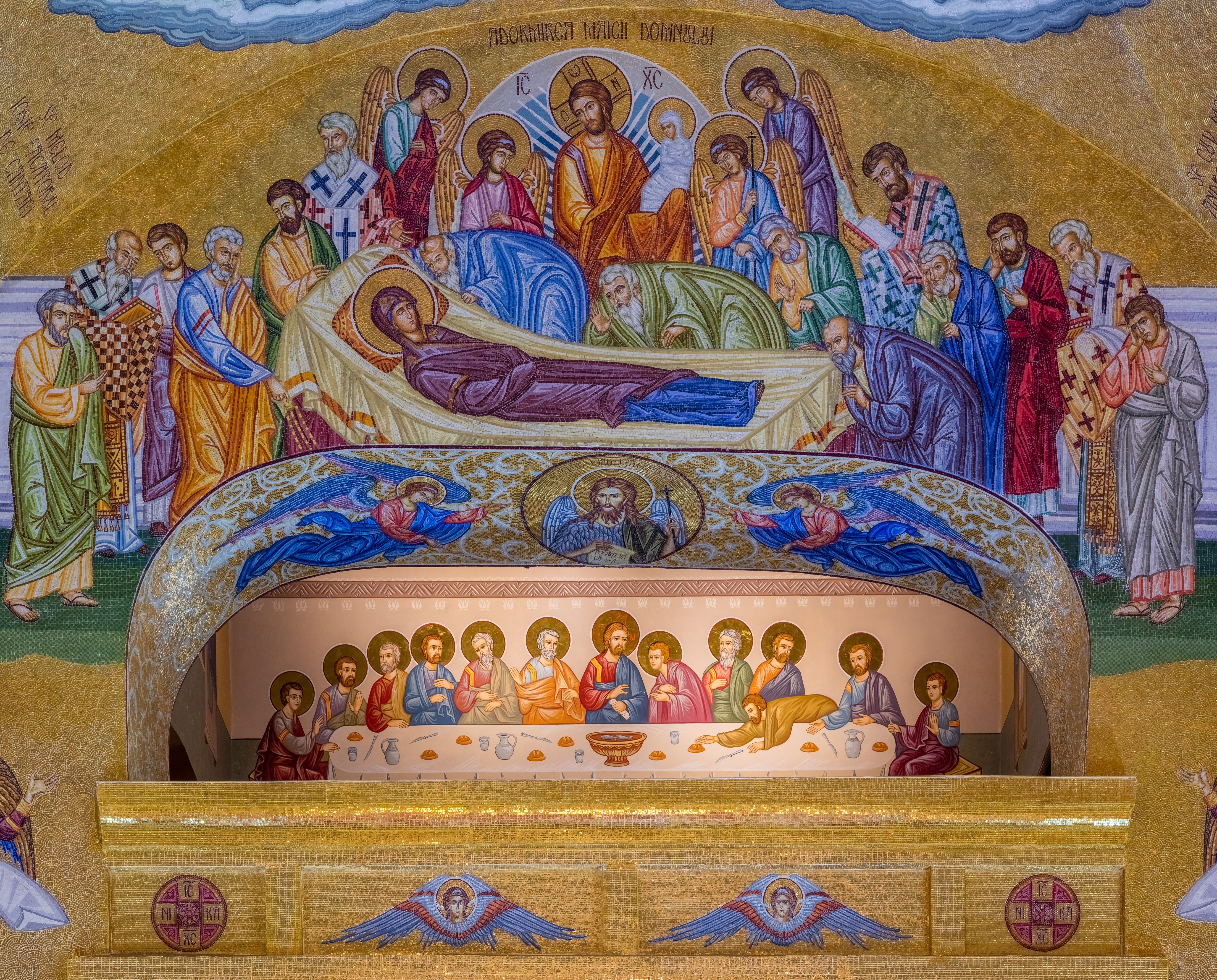
Au monastère de Cocos (ro), à six kilomètres du centre ville.
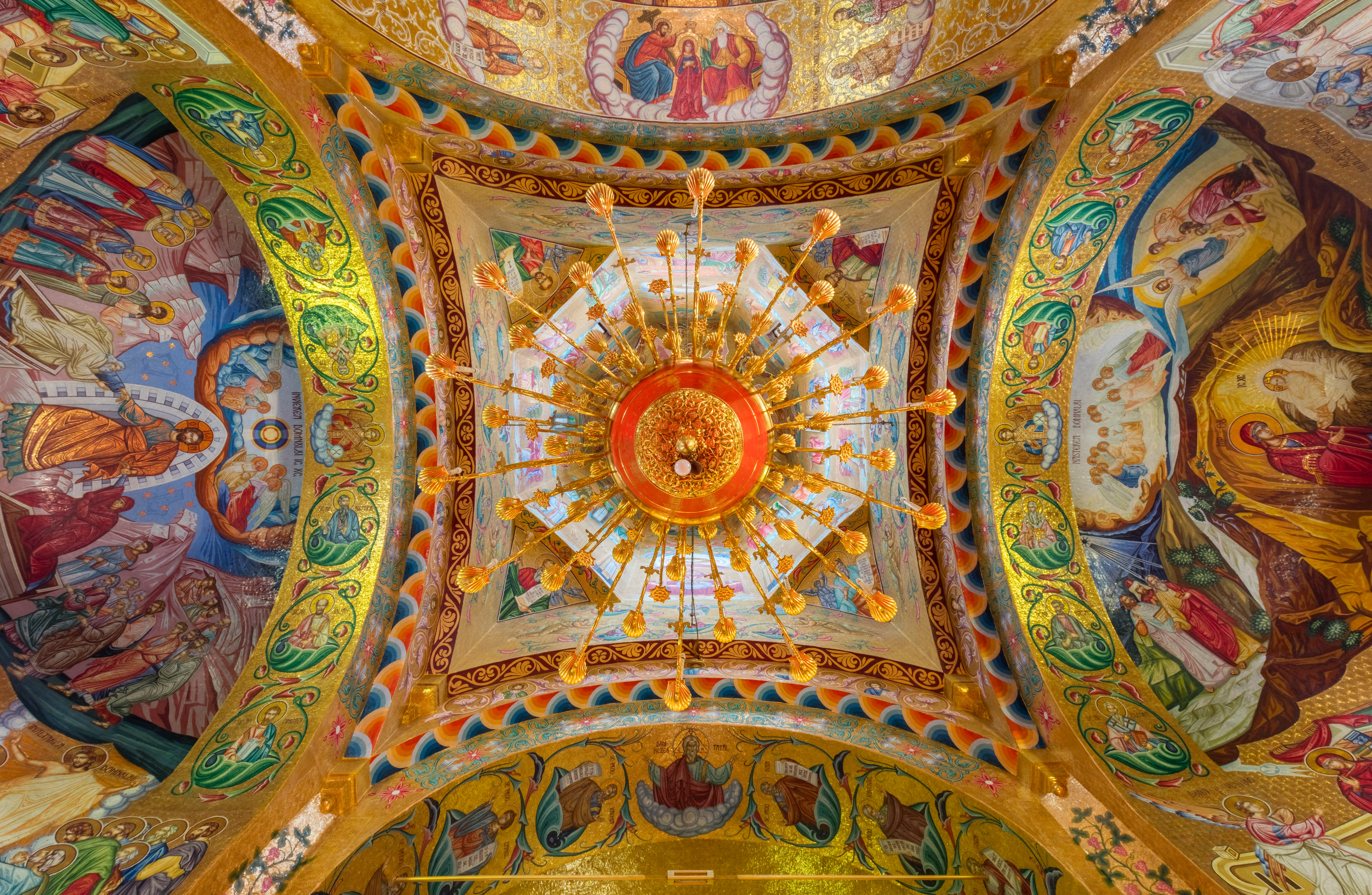
Plafond de l'église du monastère.
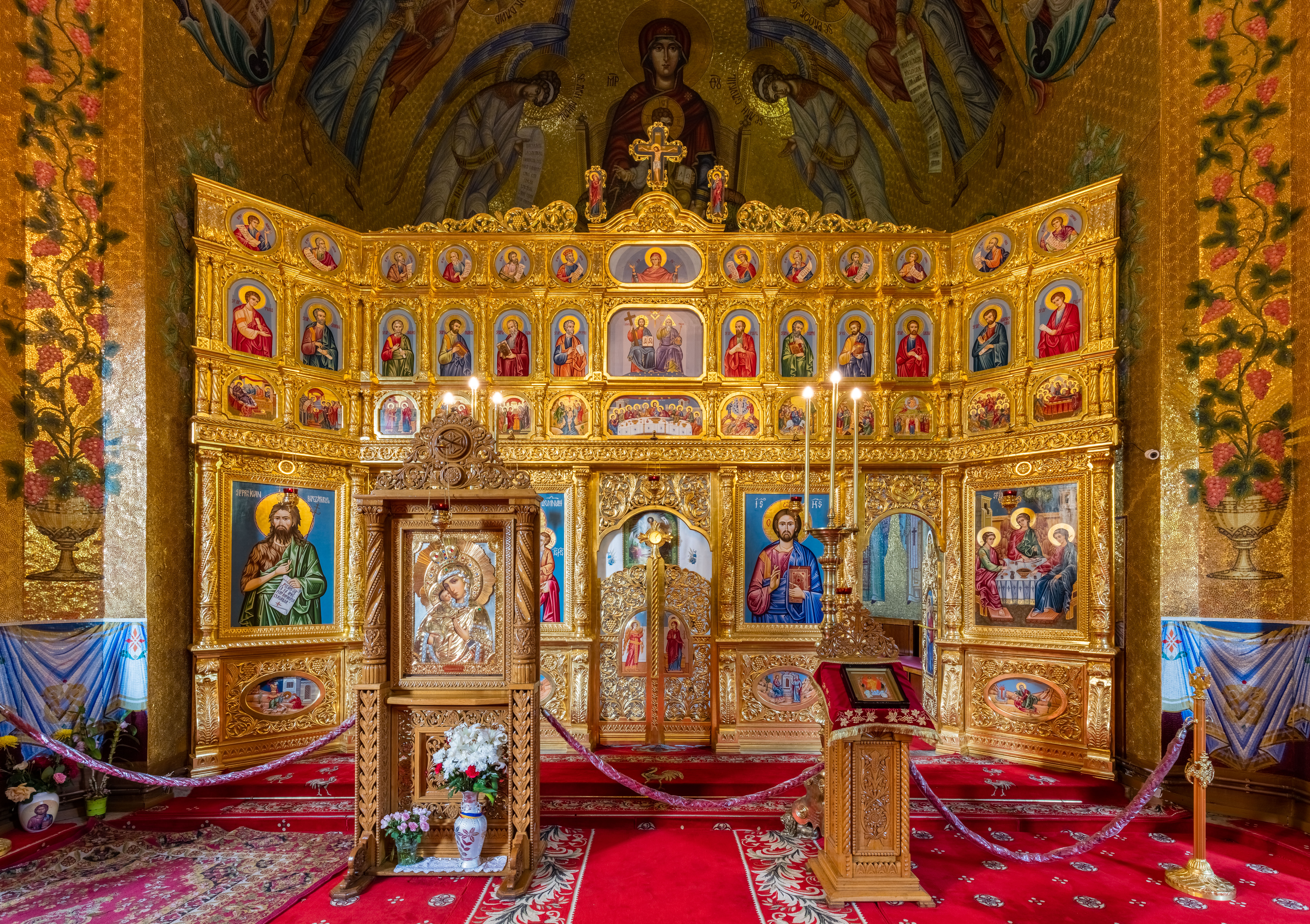
Iconostase du monastère.